# 基督教聖約教會堅樂小學
基督教聖約教會堅樂小學（英語：The Mission Covenant Church Holm Glad Primary School），為香港觀塘區一所津貼小學，位於秀茂坪邨內，於2001年創立。

## 歷史
此校自1983年起由基督教聖約教會香港區會向政府申辦，但一直未獲受理。直至1999年，政府才批准上述申請，並分配秀茂坪邨現址的校舍。及後，此校於2001年正式開辦。
自創校起，此校即與同系堅樂中學結為直屬學校，再於2002年起升格為「一條龍學校」。然而，由於多數畢業生選擇升讀其他中學，兩校自2018年起已經「脫龍」。

## 校舍
此校為一所採用早期設計的小學千禧校舍，屬於秀茂坪邨重建第7期，佔地6,200平方米，設有30間課室及各種特別室。兩座校舍均由房委會代建，並連同毗鄰此校的秀茂坪商場，由鴻運建築承建，原訂於2000年10月完工，但最終延遲四個月才交付。
值得一提的是，此校連同同邨的秀明小學重置校舍，為全港首兩份交付立法會表決的小學千禧校舍建設計劃，於1998年2月交付表決。

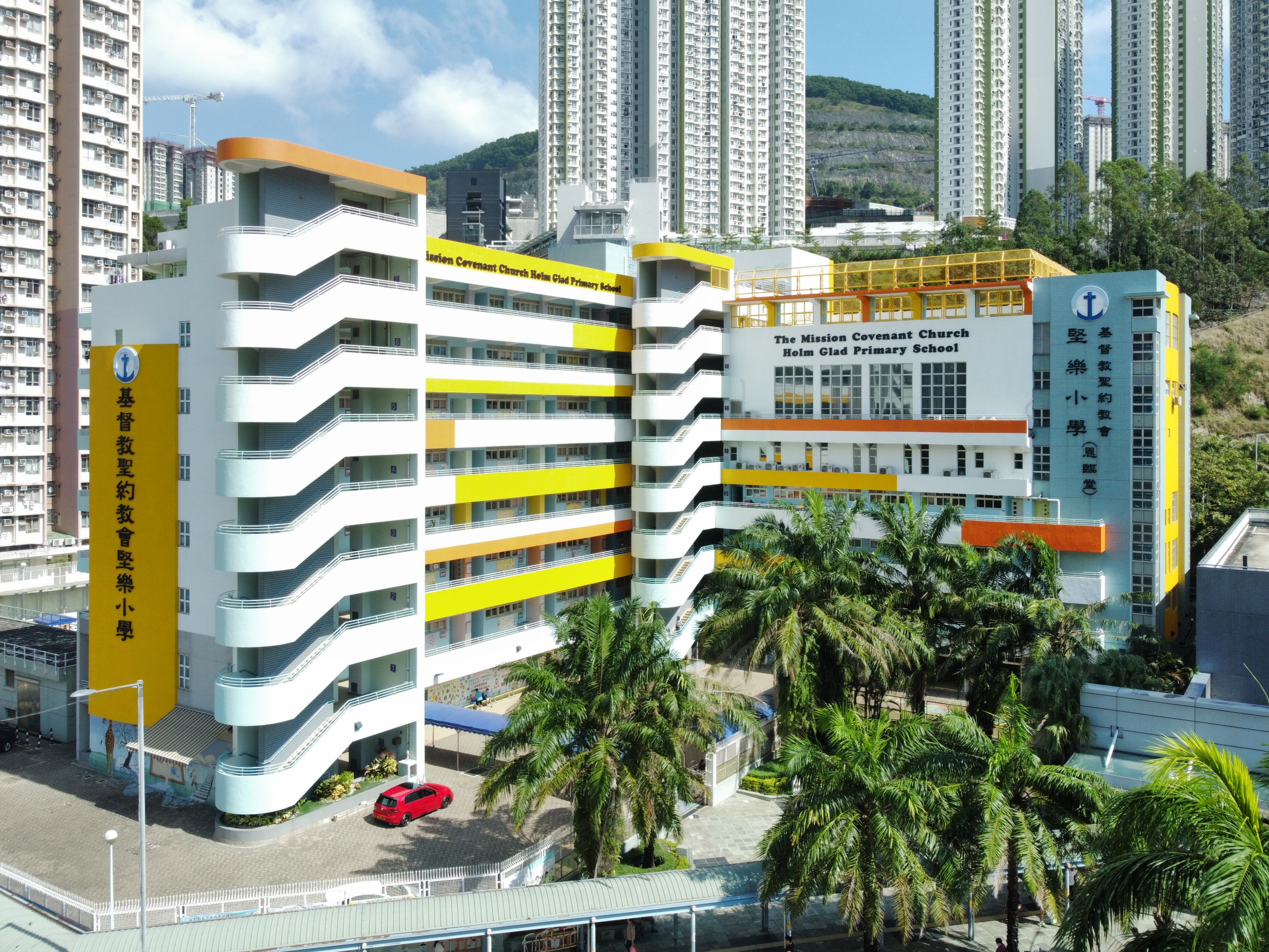
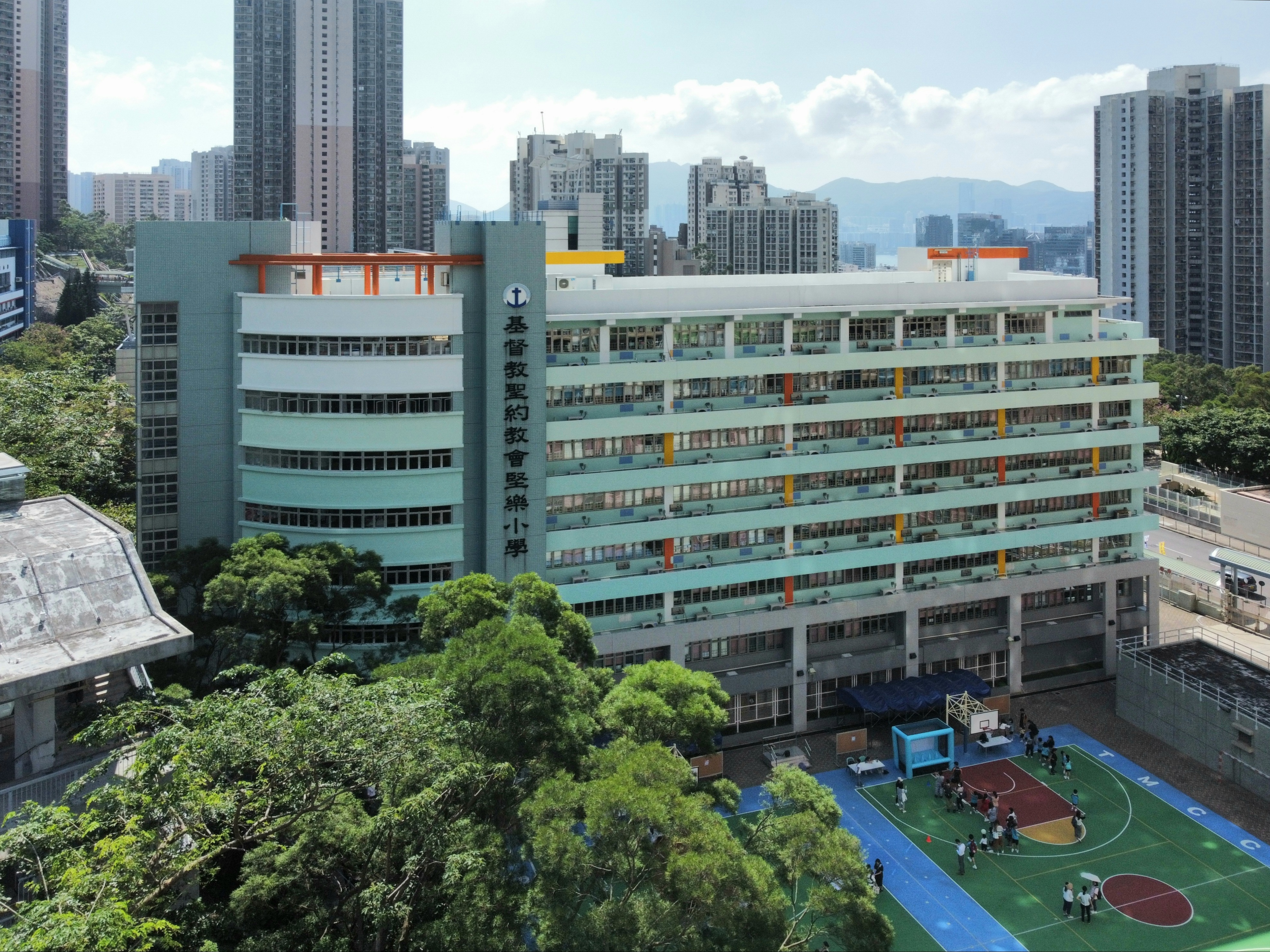
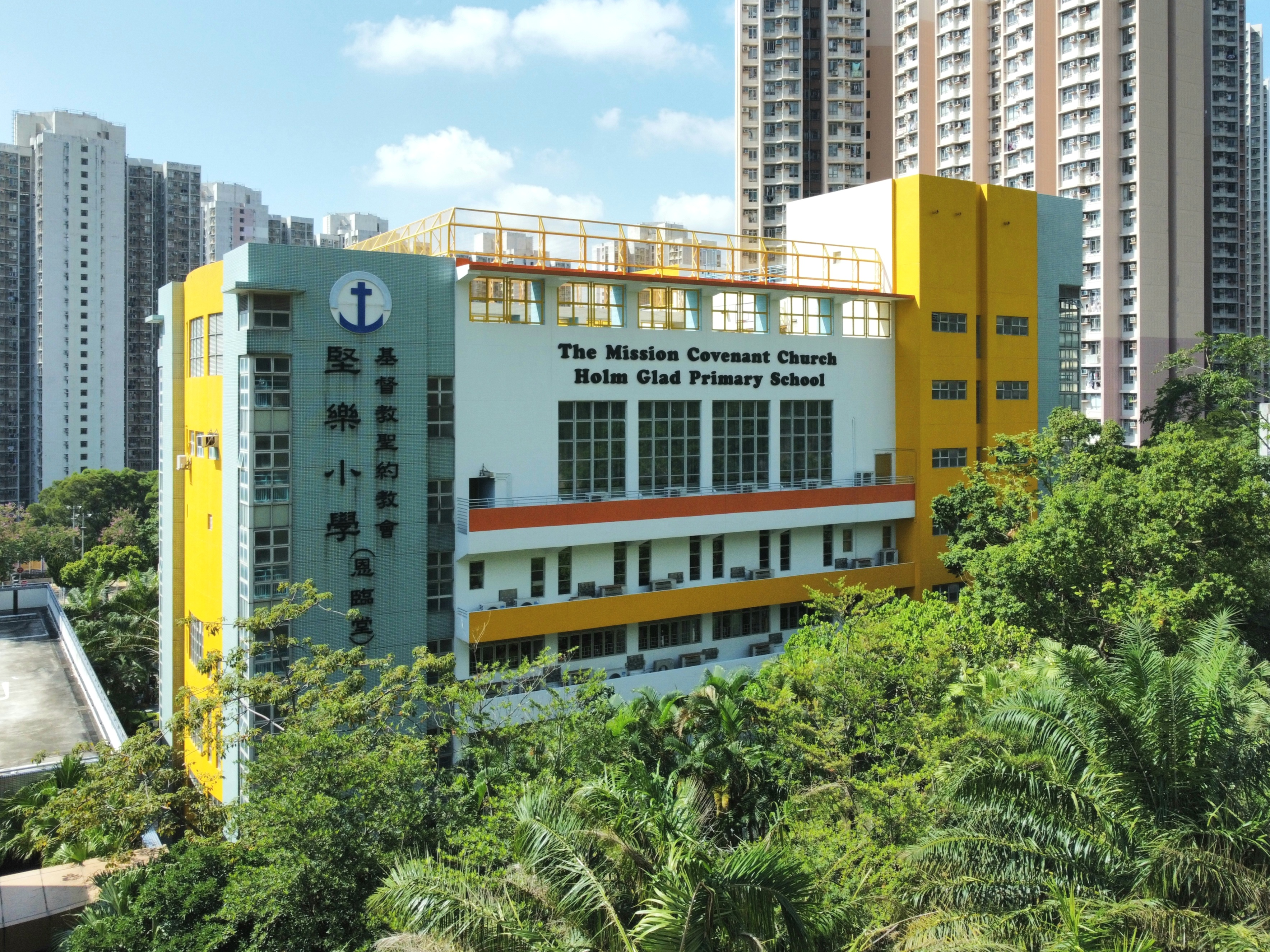

此校亦是觀塘區議會觀塘北選區的指定投票站。

## 歷屆行政人員

### 校監
- 梁鴻光牧師（2001年–2002年，創校校監）[5]
- 黎樹濠先生，JP（2002年起，現任校監）[11]

### 校長
- 郭朱志賢女士（2001年–2002年，創校校長）[5]
- 司徒德志先生[12]（2002年[11]-2017年）
- 馬詠兒女士（2017年–2024年，後轉職至中華基督教青年會小學）
  - 洪國豪先生（2024年7月–2024年8月，署任校長）
- 施德銀先生（2024年9月起，現任校長）

## 事件
- 2023年5月24日，此校發生學童情緒失控事件，一名12歲男生上課時突然以電線繞頸，老師冷靜應對及時處理。駐校社工隨即通知家長及報警，並由救護車將清醒的事主送院檢查[13]。